# Municipio de Paraíso
El municipio de Paraíso es un municipio del estado mexicano de Tabasco, localizado en la región del río Grijalva y en la subregión de la Chontalpa. Su cabecera municipal es la ciudad homónima de Paraíso y cuenta con una división constituida, además, por 14 ejidos, 25 rancherías, 3 poblados, 10 colonias, 1 villa y un puerto de altura.
Su extensión es de 577.55 km², los cuales corresponden al 2.3% del total del estado; esto coloca al municipio en el decimoséptimo lugar en extensión territorial, lo que lo hace el más pequeño de los municipios de Tabasco.
Según datos de 2020, la población de Paraíso es de 96,741 habitantes, con una distribución de 49.3% hombres y 50.7% mujeres.
La economía local se basa en la pesca, la agricultura y la industria petrolera, destacando el puerto de Dos Bocas como un punto clave para la actividad petrolera en la región.
El municipio también cuenta con atractivos turísticos, como playas y áreas naturales, que forman parte de la oferta turística de Tabasco.

## Toponimia

Topónimo de Paraíso.

Su nombre deriva del árbol llamado "paraíso", pues la cabecera fue fundada cerca de un grupo de estos árboles frondosos (meliácias) que crece en las regiones cálidas. 
La versión más difundida popularmente, es de que esta población fue fundada alrededor de 1823, en un sitio llamado "Paso del Paraíso", lugar donde crecía este árbol familia del caoba.
Otra versión de los lugareños indica que su nombre se refiere a la exuberante vegetación del lugar.

## Historia

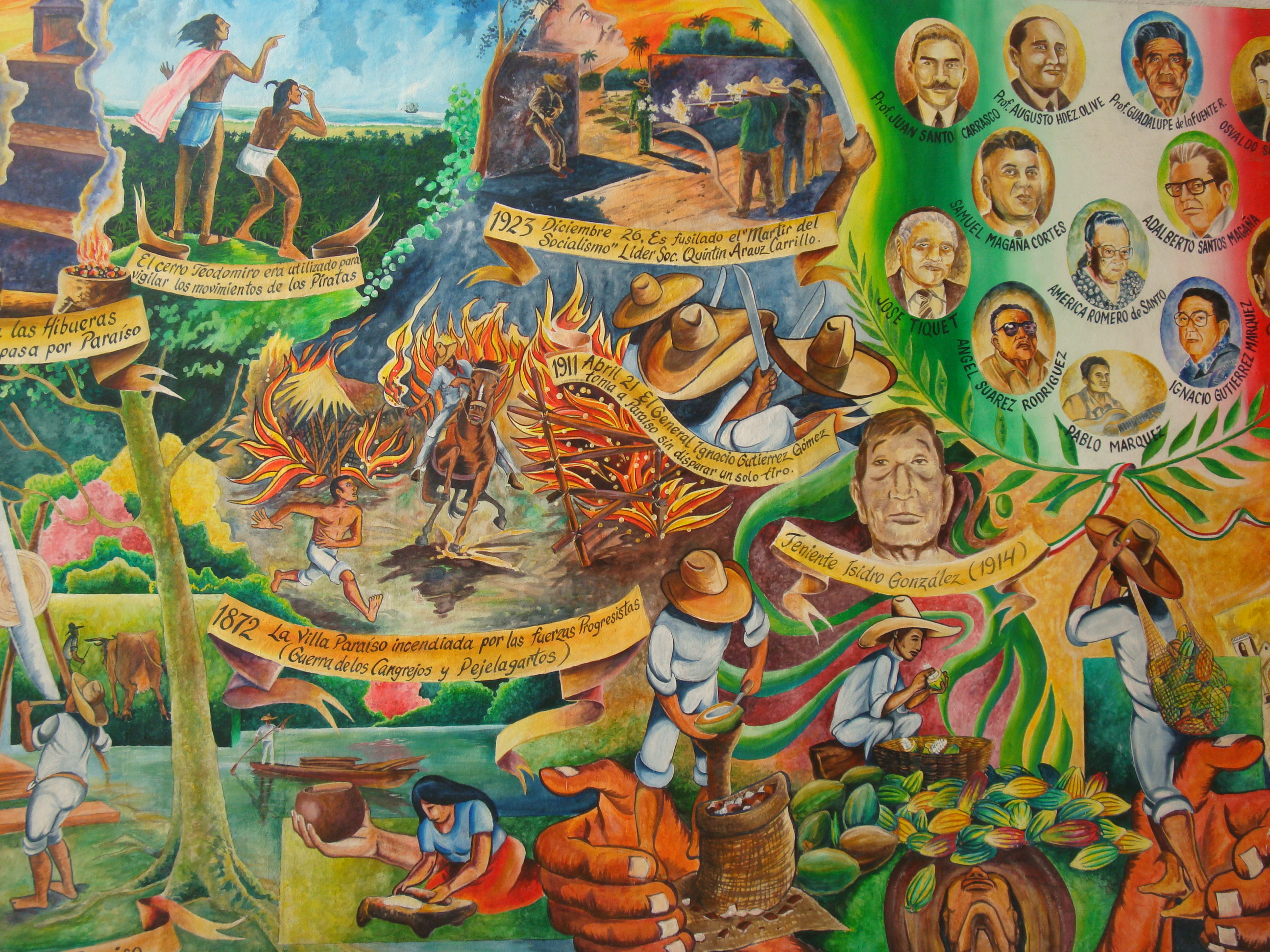
Mural "Historia de Paraíso", ubicado en el Palacio Municipal.

Es poco lo que se sabe de la historia de este territorio, que perteneció primero al municipio de Jalpa de Méndez, después al municipio de Comalcalco, para finalmente formar parte del municipio de Paraíso.
Se sabe que en 1524, pasó por este territorio en su viaje a Las Hibueras (hoy Honduras), el conquistador Hernán Cortés, quien incluso, pernoctó en un lugar conocido después como "Paso del Paraíso" debido al característico árbol de Paraíso como lo menciona el escritor Lacho Pérez en su monografía Paraíso de Mis Recuerdos. Ahí con ayuda de los indígenas, Cortés construyó un puente para cruzar el "río Seco", el cual en ese entonces era navegable.
En el año de 1557 iniciaron las incursiones piratas en las costas de Tabasco. A partir de estos hechos las incursiones piratas por el litoral paraiseño y sus barras fueron frecuentes, y testigos de esto son el cerro de "Tiodomiro" y "la Unión" que sirvieron como atalayas para vigilar los movimientos de navíos corsarios, ya que por sus estratégicas ubicaciones les permitía cubrir las barras Paraiseñas de Chiltepec, Dos Bocas y Tupilco.
El pirata Laureen Graaf, conocido como "Lorencillo", se convirtió en un verdadero azote para los pueblos de la Chontalpa, al remontar en muchas ocasiones el río Seco y llegar hasta las hoy poblaciones de Comalcalco, Heroica Cárdenas, Jalpa e inclusive Nacajuca saqueando e incendiando en múltiples ocasiones los pueblos de la región.
Para evitar de una vez por todas el asedio de los piratas, los habitantes de la Chontalpa resolvieron tapar el río Mezcalapa o de Dos Bocas, en el llamado “paso de don Chilo Pardo”, sitio ubicado en el municipio de Huimanguillo, desviándolo hacia un brazo afluente del río Grijalva. Desde entonces, a ese cauce que disminuyó drásticamente su caudal, se le llamó "río Seco".
El 30 de junio de 1890 por decreto del Congreso del Estado, se segrega parte del territorio del municipio de Comalcalco y se crea el municipio de Paraíso, con lo que la villa de Paraíso es nombrada cabecera municipal.
El 27 de octubre de 1945 por decreto del gobernador Noé de la Flor Casanova, a la villa de Paraíso le fue otorgada la categoría de ciudad.

## Demografía
De acuerdo con el Censo General de Población y Vivienda 2020 del INEGI, el municipio cuenta con 96 741 habitantes, de los cuales, el 50.72% (49 069) son mujeres y el 49.28% (47 672) son hombres.
Dicha cifra representa el 3.74% de la población total del estado; el municipio registra una densidad de población de 122 h/kmª.
El municipio cuenta con una población indígena de 101 habitantes, de ellos, 10 son hablantes de lengua chontal de Tabasco, 15 de maya, 43 de zapoteca y el resto lo componen otros grupos étnicos, como mixteca, chinanteca, popoluca, mazateco, náhuatl, choles, tlapaneco y otros que juntos suman 33 habitantes.

### Migración

Establecimiento coreano en Puerto Ceiba.

La apertura de la refinería de Dos Bocas, entre la ciudad de Paraíso y Puerto Ceiba, ha sido una fuente económica que ha atraído al municipio y al estado, la mayor migración extranjera del estado, ciudadanos de los Estados Unidos, Venezuela, Corea del Sur, Japón, Alemania, Francia, Cuba, Colombia, Guatemala, Honduras, El Salvador y Nicaragua. En menos de veinte años la ciudad ha crecido de forma cosmopolita y la ciudad paraiseña se ha vuelto tolerante a la llegada de personas procedentes de otros lugares del país y del mundo.

### Principales localidades
- Paraíso: Cabecera municipal, en la cual es presidente municipal Jesús Alfonso Baca Sevilla, ella se encuentran ubicados los principales edificios públicos del municipio y las representaciones estatales y federales. Las principales actividades son la prestación de servicios, el comercio y la pequeña y mediana industria.  La población aproximada es de 20,194 habitantes y tiene una distancia aproximada a la capital del estado de 64 kilómetros.

- Chiltepec: Puerto pesquero. Las principales actividades son la agricultora (coco), la pesca y el turismo. La distancia a la cabecera municipio es de 18 km. y su población aproximada es de 3,647 habitantes. [6][7]
- Nicolás Bravo: Zona ganadera de excelencia que contiene la zona territorial más grande en lo que se refiere a un poblado, con 5 secciones y una de las poblaciones más grandes del municipio con unos 4,876 habitantes. [8]

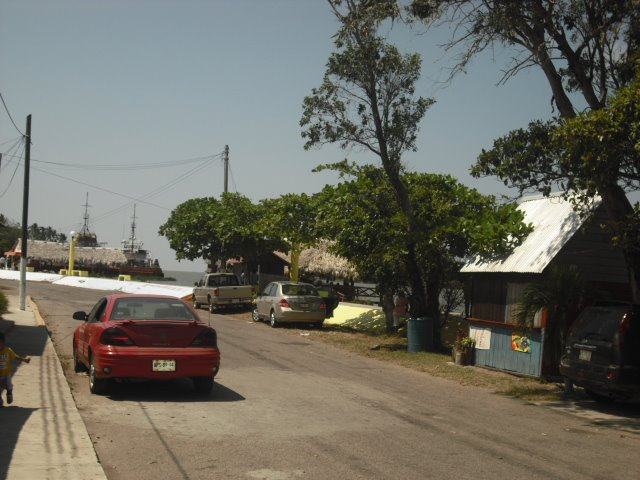
Avenida González en Chiltepec.

- Quintín Arauz: Las principales actividades son la agricultura (coco, cacao y pimienta), y la cría de animales de traspatio (gallinas, pavos y cerdos). La distancia a la cabecera municipio es de 2.5 km., y su población aproximada es de 3,477 habitantes.

- Puerto Ceiba: Las principales actividades son la pesca y el turismo. La distancia a la cabecera municipio es de 6 km y su población aproximada. es de 2,497 habitantes.

## Geografía
- Altitud: 2 m s. n. m.
- Latitud: 18°24′00″ N
- Longitud: 93°13′59″ O

### Límites municipales
Tiene límites administrativos con los siguientes municipios y/o accidentes geográficos, según su ubicación:
|                        | Norte: Golfo de México |                          |
| Oeste: Golfo de México |                        | Este: Centla             |
| Suroeste: Cárdenas     | Sur: Comalcalco        | Sureste: Jalpa de Méndez |

### Orografía

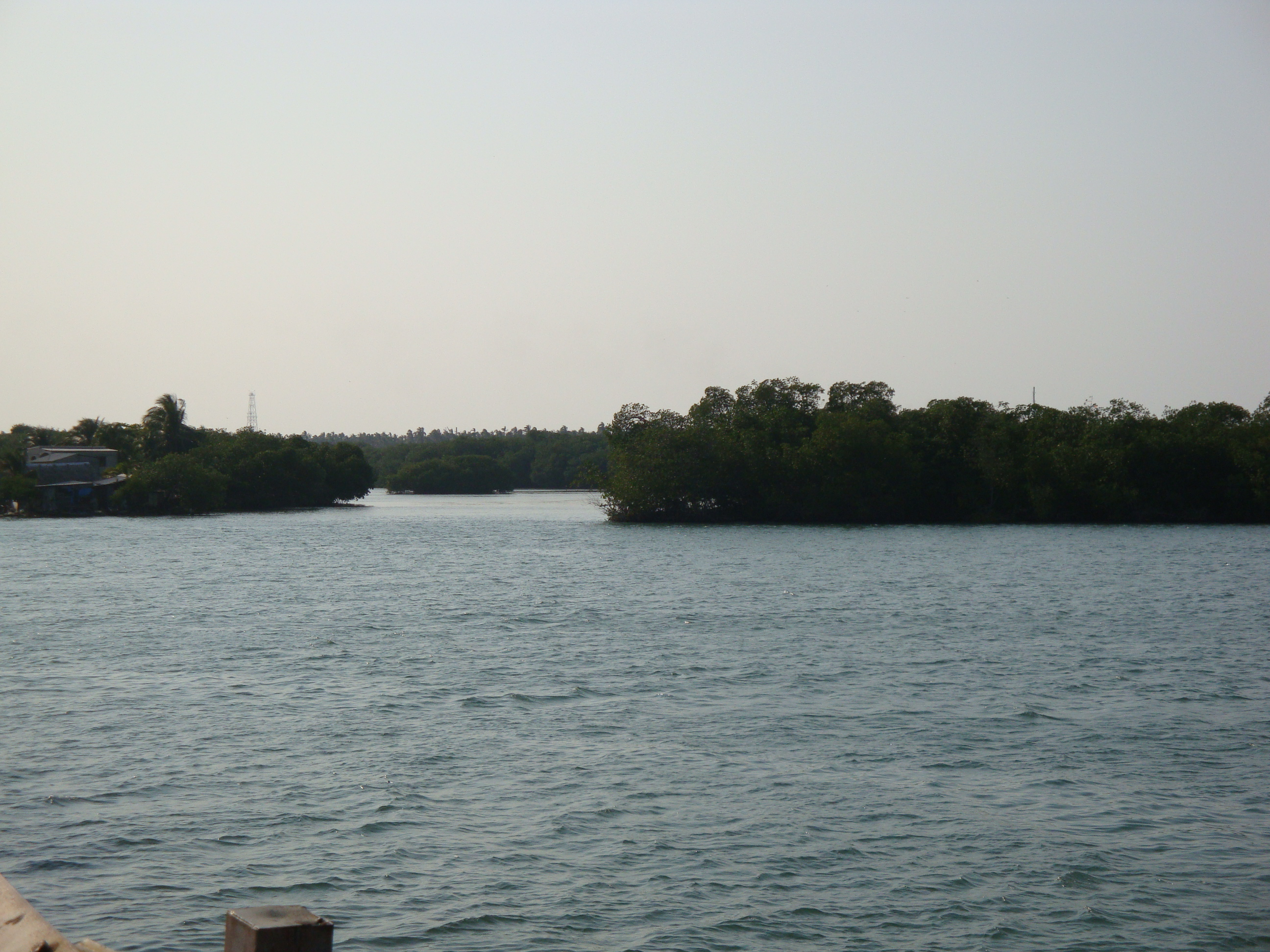
Manglares en la laguna El Bellote.

El suelo paraiseño presenta un relieve muy regular, siendo parte de la llanura del Golfo de México, de perfil plano con un ligero declive hacia el mar. Está formado por tierras arenosas en las áreas cercanas a la costa, arcillo arenosas en terrenos un poco más alejados del mar y suelos arcillosos en el resto del territorio municipal.
La altitud promedio del municipio no supera los 2 m s. n. m.; la superficie presenta en gran parte, depresiones que dan lugar a la formación de numerosas lagunas, esteros y pantanos, que son particularmente abundantes en Paraíso.

### Hidrografía
Paraíso cuenta con una importante zona lacustre, destacando la laguna de Mecoacán, la cual se erige como una de las primeras productoras nacionales de ostión. Se hallan también otras de menor importancia, como las lagunas de Tupilco, Puente de Ostión, La Encerrada o Amatillo, Tres Palmas, El Estero, El Zorro, Arrastradero, Las Flores, Lagartera, Tilapa, Manatí y El Eslabón.
La red hidrográfica de Paraíso está formada por dos sistemas, el oriental y el occidental, ambos conectados por un canal, llamado del Jobo. El sistema oriental lleva sus aguas al río González, que limita a Paraíso con Centla por más de 8 km, forma la laguna del Estero y desemboca al Golfo de México por la barra de Chiltepec, comprende las lagunas de Mecoacán y El Estero.
El sistema occidental está formado por las lagunas de Tupilco, del Arrastradero, Las Flores, Tres Palmas y Puente de Ostión, desemboca al mar a través del río Tupilquillo por la barra de Tupilco.

### Clima
El clima de Paraíso Tabasco es cálido y húmedo con abundantes lluvias en verano. Su temperatura media anual es de 21 °C, con una máxima media mensual de 33 °C, en mayo y una mínima media mensual de 22 °C en el mes de enero. La temperatura máxima absoluta alcanza los 33 °C, mientras que la mínima absoluta alcanza los 19 °C.
La precipitación media anual es de 1 751 mm, con un promedio máximo mensual de 335 mm en septiembre y un mínimo de 0 mm en abril. La humedad relativa promedio anual está estimada en un 83%, con una máxima de 86% en enero y febrero y una mínima de 77% en mayo.
Los mayores vendavales ocurren en los meses de octubre, noviembre y diciembre, con máximas de 30 km/h y las menores en mayo junio, con máximas de 21 km/h.

### Flora y fauna
La vegetación es de selva secundaria media perennifolia de 15 a 30 metros de altura. Las especies principales son palmeras, manglares, chocos y platanales.  Sin embargo, muchas de estas áreas han sido perturbadas, originándose otros tipos de vegetación más bajas e inestables; hay manglares en las zonas bajas e inundables.
Dentro de la flora destacan los árboles frutales como la naranja dulce y agria, limón, limón real, toronja, lima, macuilí, guayacán, bejuco, cacao, pataste, guásimo, achiote, ceiba, pochote, zapote de agua, tumbilí, ciricote, palo mulato, pita, piñuela y nopal.
Con respecto a la fauna, hay garzas, chocolateras, martín pescador, gaviotas, calandria, cenzontle, zanate, pea, golondrinas, zopilotes, pericos, pájaros carpinteros, mico de noche, zorro, tortugas de mar y de río, hicotea, guao, y chiquiguao y gran cantidad de pequeños reptiles e insectos.

### Características y uso del suelo
La región pertenece a la era cenozoica, periodo cuaternario; su composición es de rocas sedimentarias, aluvial, lacustre, litoral y palustre.
La mayoría de la superficie municipal está clasificada como gleysoles, que son suelos generalmente de textura arcillosa o francas, presentando problemas de exceso de humedad por drenaje deficiente.
Al norte del municipio, limitando con el Golfo de México, se tienen suelos arenosos con bordos de playa clasificados como rogosoles; alrededor de las principales lagunas y cerca de la costa se tienen suelos clasificados como solonchak, que son suelos salinos, debiéndose esta característica a la cercanía con el litoral del Golfo.
Los suelos presentan una topografía plana sin grandes elevaciones; su altitud media es de 10 m s. n. m., la humedad es constante durante la mayor parte del año derivado de la cercanía de los mantos freáticos que va de los 0.5 a los 4 m de profundidad.
Los suelos son propicios para la agricultura de plantaciones como el coco, cacao, mango, pimienta y cítricos, aunque también hay zonas propicias para básicos y hortalizas, así como para la ganadería mayor.
Paraíso cuenta con una superficie total de 57755 ha; de las cuales 8515 ha son de uso agrícola, 6896 ha se ocupan en la ganadería, 0.7 ha son de forestales y 42343.3 ha se destinan a otros usos.

## Economía

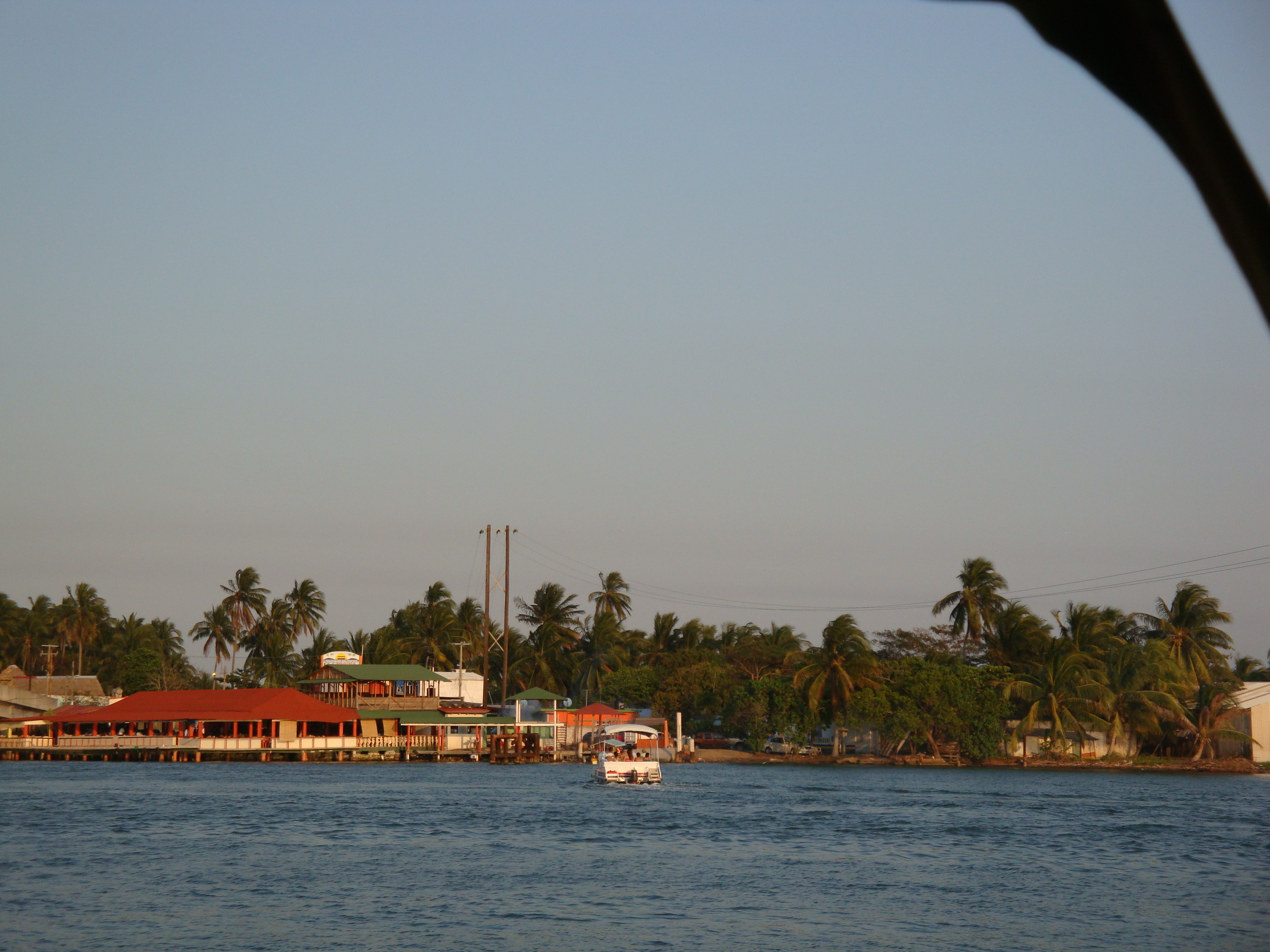
Restaurantes en el centro turístico El Bellote, en el corredor turístico "República de Paraíso".

Las estadísticas del INEGI manifiestan que en paraíso el sector predominante es el secundario, con la producción y extracción de petróleo crudo y gas natural. El sector primario, conformado por la agricultura, la ganadería y la pesca aportan un 0.74 por ciento a la producción total del municipio.
Del total de la producción, generada en el municipio, el sector secundario aporta más del 98 por ciento mediante la extracción de petróleo crudo y gas natural; la industria manufacturera contribuye con un 0.05 %; electricidad y agua 0.002 % y la industria de la construcción un 0.004 %. Del sector terciario, el comercio aporta un 0.22 %; los servicios de comunicación y transporte un 0.019 % y los servicios privados no financieros un 0.36 %.
Según estas estadísticas, si en el municipio no existiera la extracción de petróleo crudo y gas natural, el sector primario aportaría más del 50 por ciento de la producción total municipal.

### Puerto Dos Bocas

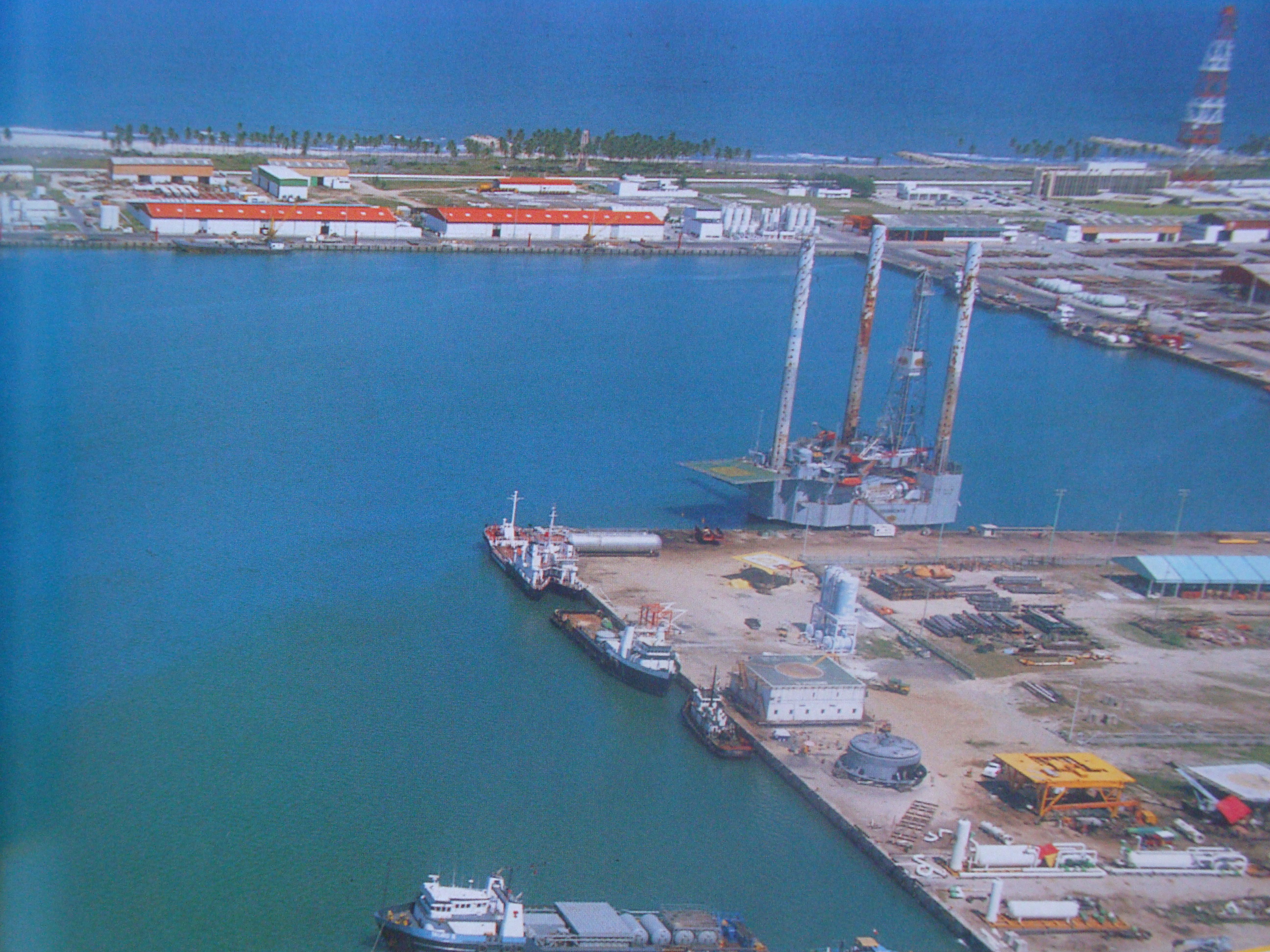
Panorámica del puerto de Dos Bocas.

| Con el objetivo de incrementar la elaboración de productos de mayor valor agregado en el país, cuidar la balanza comercial e impulsar el desarrollo económico y social del sureste mexicano, el Gobierno de México impulsa la construcción de la Nueva Refinería en Dos Bocas, Tabasco. Para lograr este objetivo, Petróleos Mexicanos desarrollará este proyecto con los más altos niveles de eficiencia, transparencia y ética, buscando el mayor beneficio para la sociedad mexicana. |

## Infraestructura

### Construcción de la nueva refinería de Dos Bocas
El desarrollo de la ingeniería, la adquisición de equipos y la construcción comenzó el 26 de julio de 2019 y la fecha prevista para la entrada en operación es el 1 de junio del 2022. Se sabe que la refinería tendrá 17 plantas de proceso, con tecnología de punta, y sus correspondientes servicios complementarios. Actualmente nuestro país importa casi 80 por ciento de los combustibles que consume. Esta dependencia energética termina por generar un mayor precio que pagan los consumidores mexicanos. El plan es producir más gasolinas en nuestro país, modernizando las seis refinerías del país y construyendo una nueva, para reducir el costo de los combustibles.
La secretaria de Energía, Rocío Nahle, señaló que la obra lleva un avance general del 24 %, el cual corresponde a la preparación del sitio de relleno, compactación, vialidades, compra temprana, diseño de ingeniería, licitaciones, cimentaciones, trabajo en áreas de servicios externos, estudios diversos y construcción de edificios.
Con el objetivo de incrementar la elaboración de productos refinados de mayor valor agregado en el país, cuidar la balanza comercial e impulsar el desarrollo económico y social del sureste mexicano, el Gobierno de México impulsa la construcción de la nueva refinería en Dos Bocas, Tabasco, que tendrá una capacidad de 340 mil barriles por día.
Para lograr este objetivo, Petróleos Mexicanos desarrollará este proyecto con los más altos niveles de eficiencia, transparencia y ética, buscando el mayor beneficio para la sociedad mexicana.
El objetivo de este proyecto es lograr en el mediano plazo la autosuficiencia en la producción de gasolinas, de diésel y de esta manera ofrecer mejores precios de estos combustibles a los consumidores
Actualmente nuestro país importa casi 80 por ciento de los combustibles que consume. Esta dependencia energética termina por generar un mayor precio que pagan los consumidores mexicanos. El plan es producir más gasolinas en nuestro país, modernizando las seis refinerías del país y construyendo una nueva, para reducir el costo de los combustibles.
Con el objetivo de incrementar la elaboración de productos refinados de mayor valor agregado en el país, cuidar la balanza comercial e impulsar el desarrollo económico y social del sureste mexicano, el Gobierno de México impulsa la construcción de la Nueva Refinería en Dos Bocas, Tabasco, que tendrá una capacidad de 340 mil barriles por día.

### Construcción nueva refinería de Dos Bocas
Con el objetivo de incrementar la elaboración de productos de mayor valor agregado en el país, cuidar la balanza comercial e impulsar el desarrollo económico y social del sureste mexicano, el Gobierno de México impulsa la construcción de la Nueva Refinería en Dos Bocas, Tabasco.
Para lograr este objetivo, Petróleos Mexicanos desarrollará este proyecto con los más altos niveles de eficiencia, transparencia y ética, buscando el mayor beneficio para la sociedad mexicana. 
En gira de trabajo para supervisar la construcción de la nueva refinería de Dos Bocas, Tabasco, la secretaria de Energía, Rocío Nahle, señaló que la obra lleva un avance general del 24 %, el cual corresponde a la preparación del sitio de relleno, compactación, vialidades, compra temprana, diseño de ingeniería, licitaciones, cimentaciones, trabajo en áreas de servicios externos, estudios diversos y construcción de edificios.
La secretaria de Energía, Rocío Nahle García, presentó los avances a un año de iniciar los trabajos de construcción de la nueva refinería de Dos Bocas, infraestructura que está siendo edificada en un terreno de 586 hectáreas propiedad de Petróleos Mexicanos (PEMEX). Este proyecto ha generado en total 34 mil 42 empleos directos e indirectos para brindar oportunidades a las y los mexicanos.

### Sector primario
La producción pesquera aporta al sector primario, en el municipio, más del 79.21 % del total de este sector; la producción agrícola el 13.74 %; y la pecuaria solo un 7.05 %.

### Paraíso en la producción estatal
Paraíso es un municipio pesquero y petrolero. Según datos del INEGI, el municipio aporta a la producción estatal del sector primario más del 45 por ciento de la producción pesquera, un 2.03 por ciento a la agrícola y solo un 0.98 por ciento a la pecuaria.
Tan solo el municipio, en el sector secundario, aporta más del 60 por ciento de la extracción de petróleo y gas natural generado en el estado; un 0.08 por ciento de la producción manufacturera y establecimientos maquiladores; 0.19 por ciento de electricidad y agua, y un 0.06 por ciento de la industria de la construcción. 
En cuanto al sector terciario, a nivel estatal, el municipio aporta el 1.09 por ciento al comercio; el 0.69 por ciento a los servicios de transporte y comunicación; y más del 70 por ciento a servicios privados no financieros.

#### Agricultura

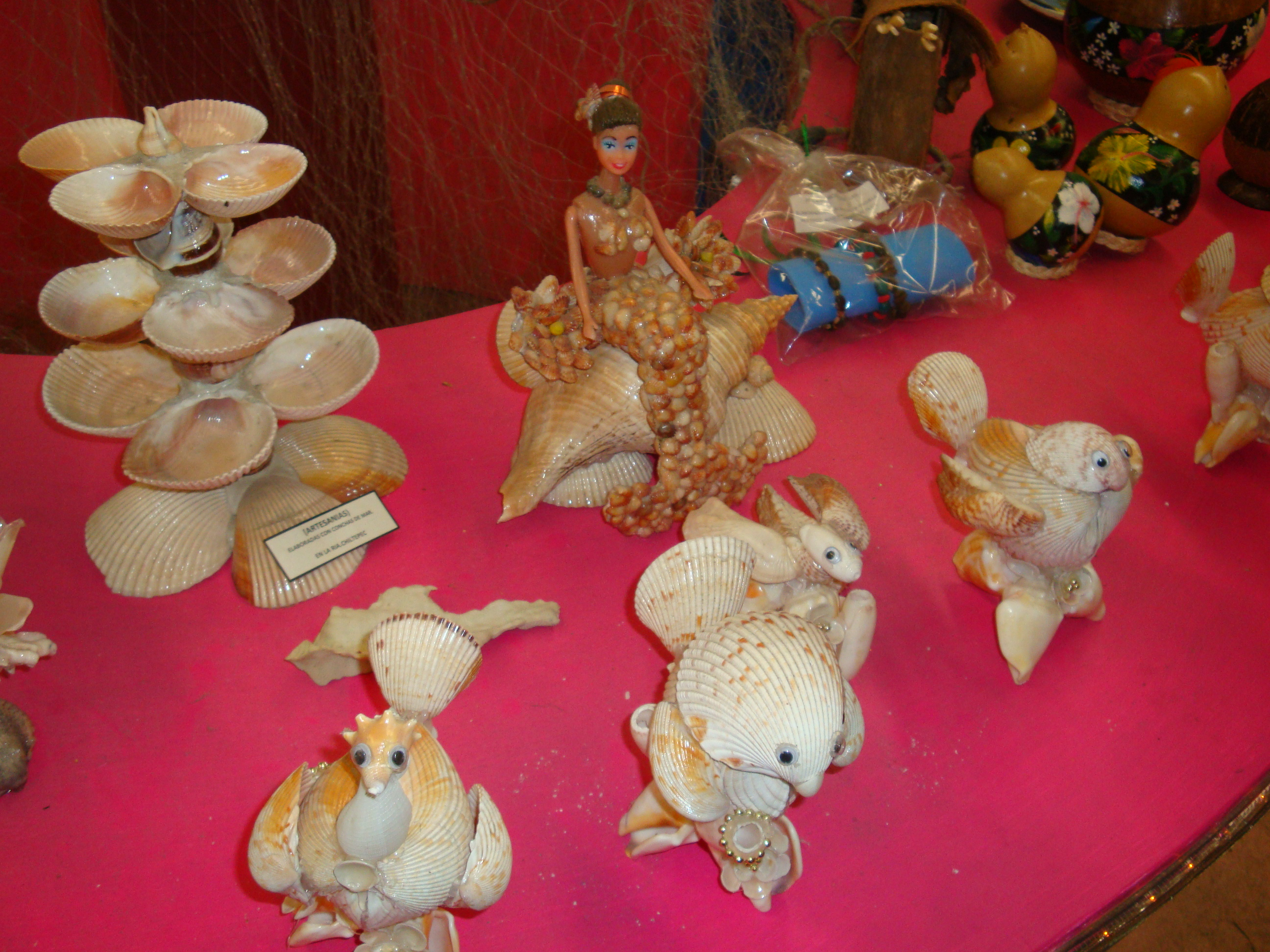
Figuras elaboradas con conchas marinas. Artesanías típicas de Paraíso.

En total la superficie dedicada a la agricultura en el municipio ha variado según el año agrícola. En el ciclo agrícola 98/99 la superficie sembrada fue de 8355 hectáreas para el año agrícola 2000/01 fue de 8669 hectáreas y para el ciclo 2001/02 fue de 8515 hectáreas sembradas.
Los principales productos agrícolas que se cultivan en nuestro municipio son los siguientes:
Cultivos cíclicos: maíz, fríjol y sandía. Cultivos perennes: cacao, coco, naranja, pimienta, mango, toronja, limón agrio y tamarindo. De estos los de mayor importancia por su rentabilidad económica y a la cual se dedica un mayor porcentaje de superficies sembradas son: en primer lugar de importancia está el coco, con una superficie sembrada de aproximadamente 5 mil 182 ha y una producción de 5 mil 194 t en el año agrícola 98/99; 5 mil 151 t en el 2000/2001 y 4 mil 664 toneladas en el año agrícola 2001/2002.
En segundo lugar de importancia está la producción de cacao, con una superficie sembrada de 2 mil 572 ha y una producción en descenso; de 1552 t en el año agrícola 98/99 pasó a 1440 t en 2000/01 y 1 mil 484 toneladas para el año agrícola 2001/02.
En tercer lugar está la producción de maíz, con una superficie sembrada que varía según año agrícola. En el año agrícola 98/99 la superficie sembrada fue de 368 ha, para el año agrícola 2000/01 la superficie sembrada fue de 575 ha y para el ciclo 2001/02 fueron sembradas 487 ha. Asimismo se percibió una producción con un ligero aumento, mientras que para el año agrícola 98/99 fue de 294 toneladas, para el ciclo 2000/01 fue de 604 toneladas y en año agrícola 2001/02 de 659 t.
En cuarto lugar esta la producción de fríjol, con una ligera variación por superficie sembrada según ciclo. En el ciclo agrícola 98/99 la superficie sembrada fue de 64 ha, para el año agrícola 2000/01 esta fue de 175 ha y para el ciclo 2001/02 la superficie sembrada fue de 160 ha. Asimismo se percibió una producción de 47 toneladas en el ciclo agrícola 98/99, 53 t para el ciclo agrícola 2000/01 y 44 t para el año agrícola 2001/02.
Asimismo la pimienta con 87 ha y una producción en descenso de 28 t en el año agrícola 98/99, 43 t en 2000/01 y 4 t para el ciclo agrícola 2001/02. La superficie sembrada de naranja fue de 56 ha, con una producción en descenso de 660 t en el año agrícola 98/99 y 560 t en el 2000/01. La superficie sembrada de limón agrio fue de 13 ha, con una producción en ascenso de 84 t en el ciclo agrícola 98/99; 110 t para el año agrícola 2000/01 y 117 t en el año agrícola 2001/02. En cuanto a la toronja, el mango, la sandía y el tamarindo ocupaban el resto de la superficie dedicada a la producción agrícola en el municipio.

#### Ganadería
La producción pecuaria en el municipio está conformada por la producción de bovinos, porcinos, ovinos, equinos, aves de traspatio, engorda, guajolotes, colmenas, leche de bovino, pieles, huevo para plato, miel y vísceras.
El municipio posee 6896 ha de pastos y praderas dedicadas a la ganadería. En 1999 el 41.43 % de las tierras destinadas a la ganadería eran inducidas y el 58.57 % naturales. Asimismo para el 2002 el 59.99 % eran inducidas y el 40.01 % naturales. La producción de bovinos, al 31 de diciembre de 2002, fue de 9531 cabezas y 1651 sacrificados con 343.5 t de carne en canal.
La producción porcina fue de 11 536 cabezas y 7774 sacrificados con 340.68 t de carne en canal. La producción ovina fue de 750 cabezas y 157 sacrificados con 2.57 t de carne en canal. En cuanto a la una producción equina esta fue de 936 cabezas. Se obtuvo una producción de 60 250 aves de traspatio y 47 739 sacrificados con 76.29 t; 2481 aves de engorda y 13 495 sacrificados con 26.18 t; 9146 guajolotes y 6970 sacrificados con 37.36 t; se registraron 473 colmenas con una producción de 22.98 t de miel; se obtuvo una producción de 133.49 t de pieles de bovino, incluyendo ovino y porcino. Asimismo se obtuvo 38.04 t de huevo para plato y 292.36 t de vísceras de bovino, porcino y ovino.

#### Piscicultura
Los principales productos pesqueros en el municipio de paraíso son la acamaya, bobo, bandera, besugo, camarón de altamar, camarón cosecha, camarón de estero, cazón, cintilla, carpa herbívora, cojinuda, cherna, huachinango, jaiba, jurel, langostino, lisa, medregal, mero, mojarra, ostión, ostión de cultivo, pargo, peto, raya, róbalo, sierra, tiburón, tilapia, tilapia de cultivo, peje lagarto y otras especies.

#### Industria
Hay fábricas de pinole, chocolate, hielo, ropa, muebles, blocks y tortillerías. La elaboración de productos de fibra de vidrio representa una considerable fuente de empleo para el municipio, así como una de las actividades de mayor relevancia del estado que son la extracción de ostras y aquí podrás encontrar la Planta Empacadora y Enlatadora de Mariscos y Ostiones Ahumados Don Lacho en Puerto Ceiba.

### Comercio

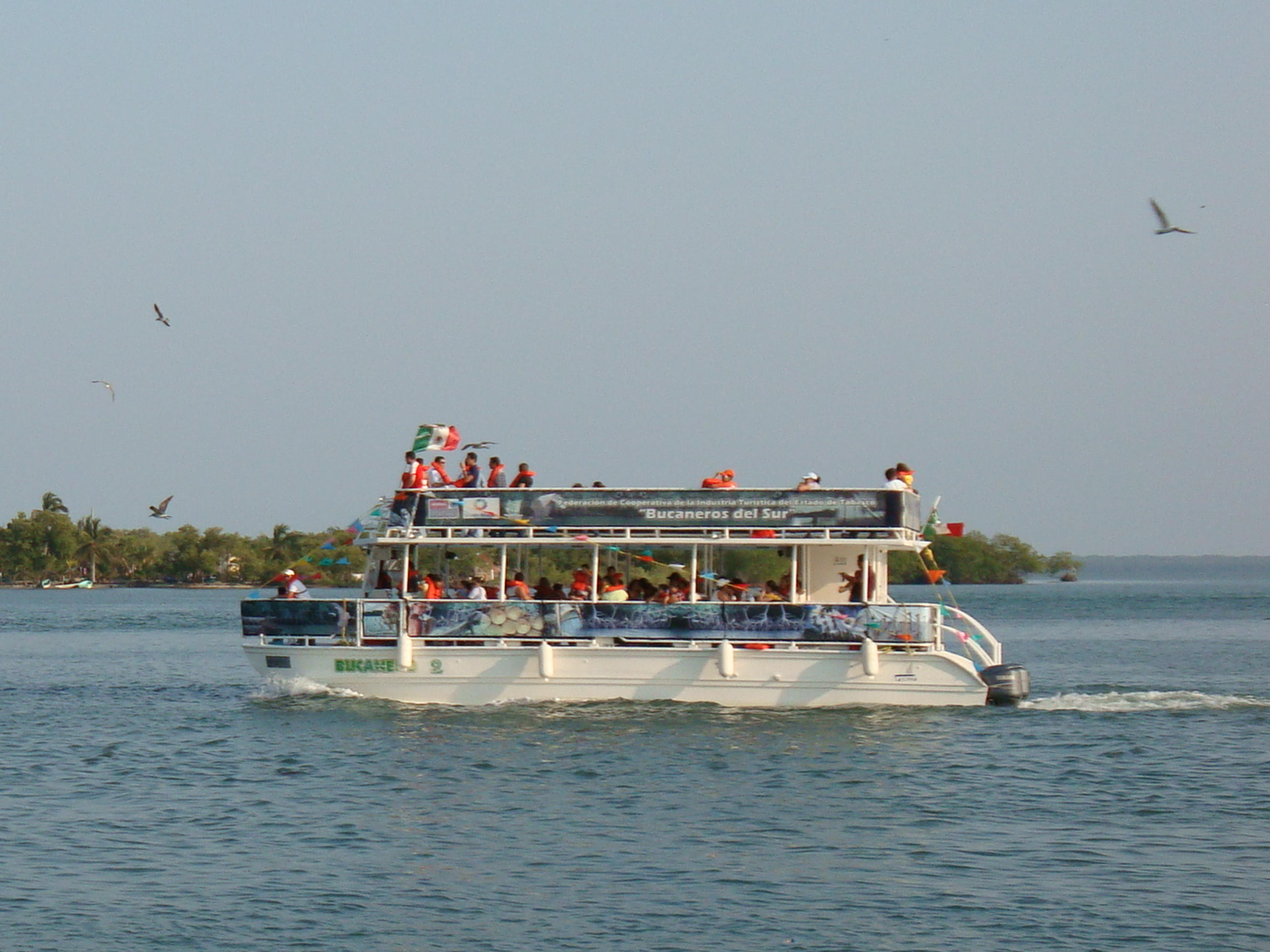
Catamarán turístico en El Bellote.

#### Unidades de comercio y abasto
En el 2002, a nivel estado, existían 997 tiendas DICONSA, 25 tianguis, 48 mercados públicos, un rastro mecanizado, una central de abasto y 26 centros receptores de productos; mientras que en el municipio solo existían 35 tiendas DICONSA, un tianguis y tres mercados públicos.
Puntos de Atención del Programa de Abasto Social de Liconsa.
En el municipio existen 17 puntos de atención, los cuales benefician a mil 766 familias con un total 77l de 366 mil 094 litros de leche anual con un importe de un millón 281 mil 350 pesos.

### Servicios
El municipio cuenta con servicios de hotelería, moteles, bancos, preparación de alimentos, boungalows, restaurantes, agencias de viajes, terminales de autobuses, autoservicio de gasolinera, autotransporte de pasajeros y taxis.
En la última década el municipio de Paraíso ha tenido un crecimiento en el ramo aperturando cines, plazas comerciales, boutiques, tiendas de autoservicios y grandes supermercados.

## Cultura

### Gastronomía
La gastronomía de Paraíso es de sabores, colores, aromas intensos, es el encuentro de dos mundos: el maya y el español.
Los protagonistas de las cocinas de Paraíso son las hierbas y semillas que abundan en la zona como achiote, una pasta empleada por los mayas para teñir sus alimentos, chaya, perejil, epazote, cilantro, chipilín, chile amashito, momo y hoja de plátano. Estos son los ingredientes que proporcionan a los guisos un sabor único.
La comida típica de Paraíso, en su mayoría es rica en mariscos de todo tipo: Jaiba, camarón, ostión, caracol, calamar.
Donde encontramos: Empanadas de camarón con queso, empanadas de minilla, jaiba en chilpachole, caldo de mariscos, mojarra en poxe, fritas, asadas sudadas, y en caldo, ostión en escabeche, ahumado al tapesco, sancochado, pescado relleno, pejelagarto en chile rojo o verde y asado así como tamalitos de chipilín y chanchamitos.
En cuanto a bebidas se consume mucho el matalí, pero en especial el pozol blanco o con cacao, bebida de origen prehispánico elaborado a base de maíz cocido y molido con cal, de consistencia líquida espesa y disuelta en agua con cacao tostado.

## Turismo

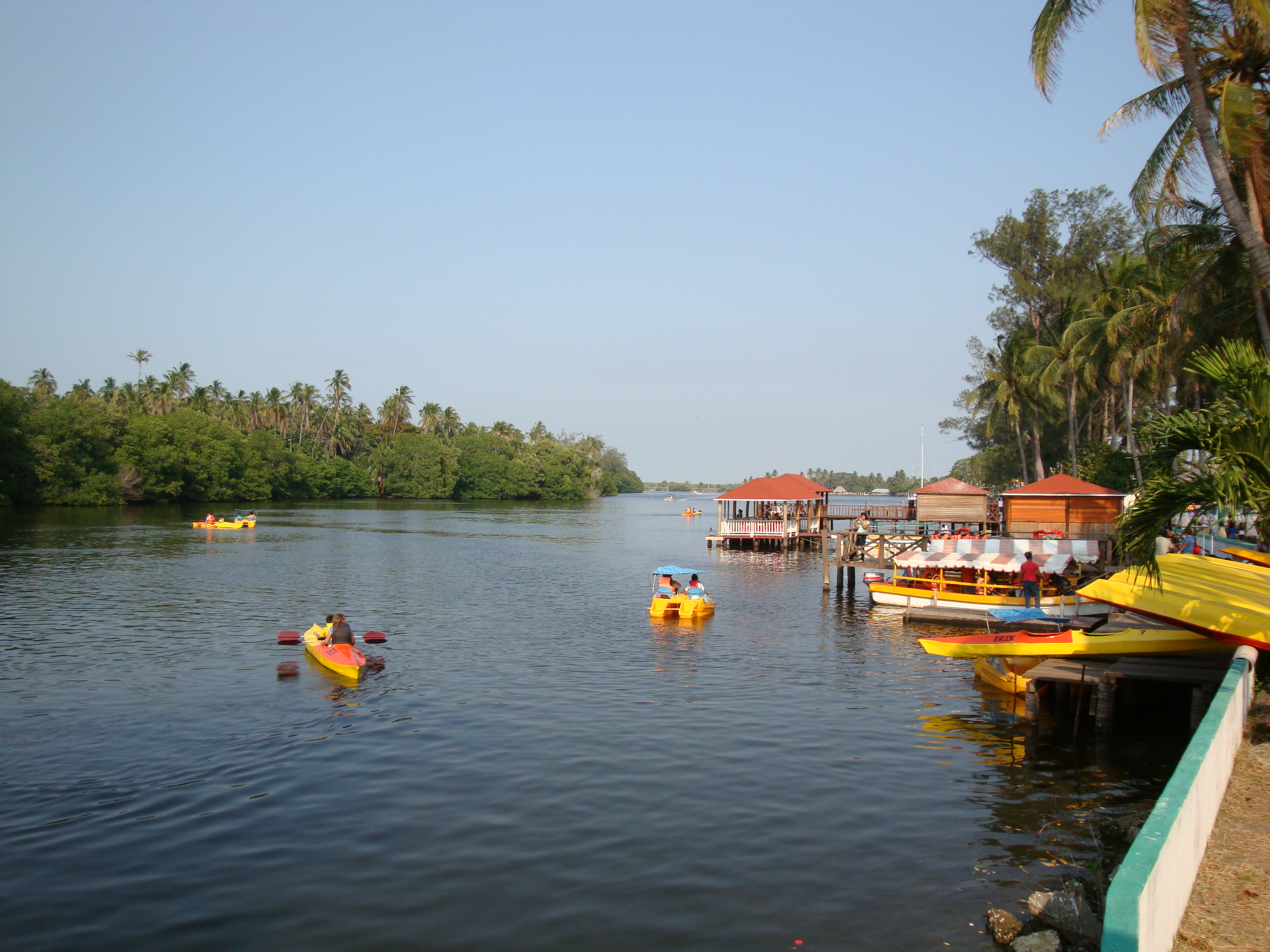
Kayak's en el Centro turístico Puerto Ceiba.

La actividad turística presenta muchas posibilidades de desarrollo, prueba de ello, es que las playas de este municipio son de las más visitadas del Estado.
La más hermosa de estas es Playa Paraíso, le siguen en hermosura, Playa Dorada, Playa Caracol, La Barra, entre otras.
Existen además lagunas, barras, ríos y paisajes naturales, además de atractivos y centros turísticos:

### Corredor turístico "República de Paraíso"
El corredor turístico "República de Paraíso" es un centro turístico de la Villa Puerto Ceiba, de este municipio, enclavado a las orillas de la laguna Mecoacán, donde se encuentran  exhibidas piezas de las culturas Olmeca  Maya, réplicas hechas con piedras de basalto. El lugar provee los servicios previamente contratados para eventos importantes. 

#### Parador turístico Puerto Ceiba
El principal atractivo de este parador son los bellos paisajes naturales, abundante flora y paseos en lancha. Cuenta con restaurantes, estacionamientos, atracadero de lanchas, muelle para catamaranes y recorridos en barco en los cuales se puede disfrutar el Río Seco (antiguo Mezcalapa) hasta su desembocadura al Golfo de México y las lagunas del Bellote y Mecoacán.

#### El Bellote

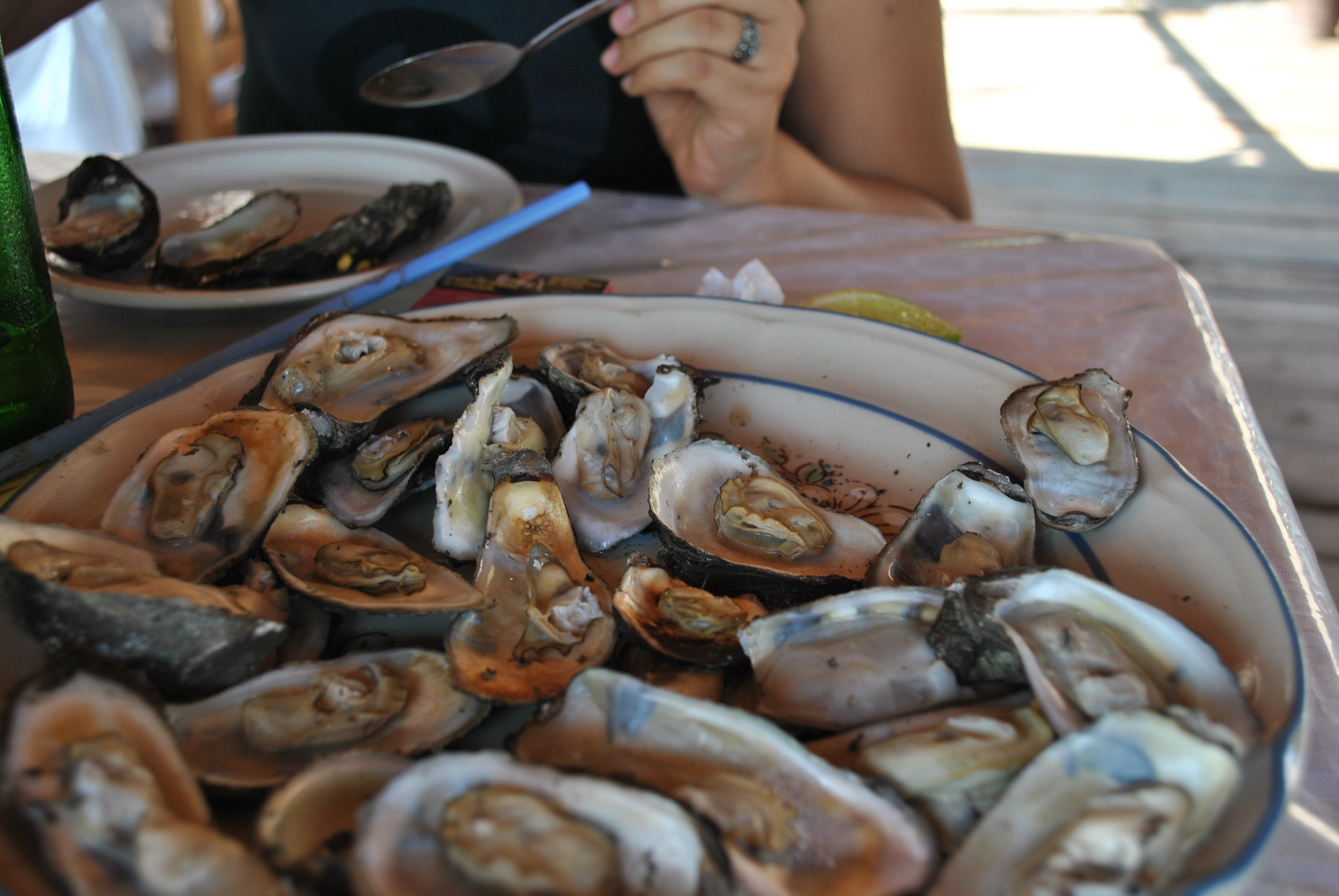
Los ostiones en su concha son uno de los exquisitos platillos que han dado fama a El Bellote.

Poblado ubicado a orillas de la Laguna de Mecoacán. En esta laguna es posible practicar la pesca de especies como robalo, mojarra y pargo. Se rentan lanchas para realizar recorridos por el Río Seco, barra de Dos Bocas, La Bocana, y la laguna de Mecoacán.
Existen muchos restaurantes donde se puede saborear exquisitos platillos caseros a base de pescados y mariscos.

#### Puerto Chiltepec
Chiltepec es un puerto pesquero ubicado en la desembocadura del Río González, se pesca robalo, sábalo, pez de vela y camarón. El clima es delicioso a orillas de este río, donde siempre sopla brisa, se pueden alquilar lanchas de motor para hacer recorridos por el Río González, La Bocana y las playas próximas a Chiltepec, como Playa Bruja y Playa Mar, Sol y Arena.
Desde el muelle y malecón, acondicionados con bancas y faroles, se puede contemplar el bello amanecer y la hermosa puesta del sol. En su malecón, se localizan varios restaurantes que ofrecen comida a base de pescados y mariscos.

### Laguna de Mecoacán
Cuerpo de agua con pequeñas islas de exuberante vegetación de manglar y palmeras, hábitat de infinidad de aves acuáticas como garzas, gaviotas y pelícanos, entre otros. En contraste con la naturaleza sobresale el puente que une a la carretera Paraíso–Chiltepec.
En la laguna se pueden apreciar bellos parajes de exuberante vegetación de manglares rojo que puede ser apreciado por el turismo a través de paseo por lancha el cual permite el contacto con la flora y fauna propia de los manglares de tierra tropical.

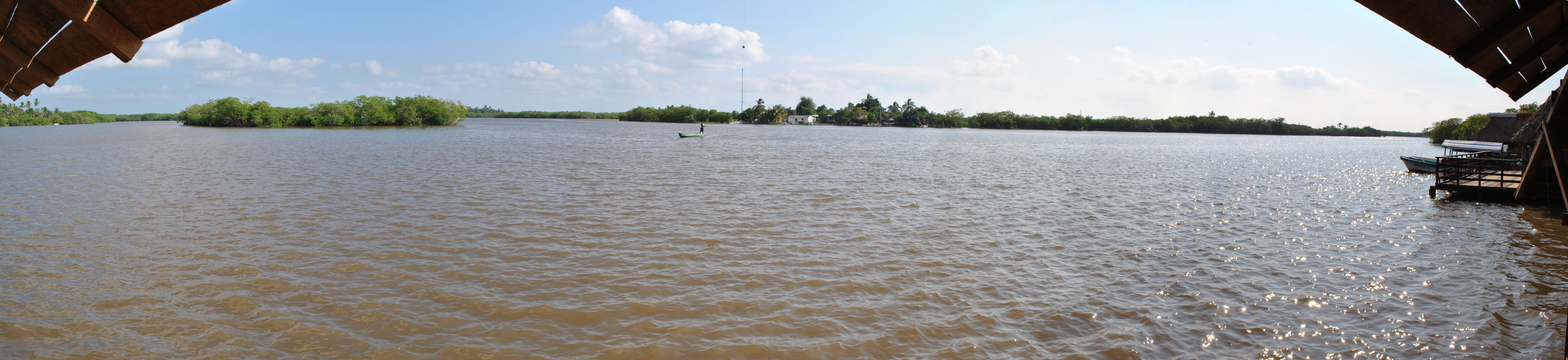
Panorámica de la Laguna de Mecoacán desde El Bellote.

### Centro Turístico "El Paraíso"
Es el principal centro turístico de playa del municipio, y el más visitado del estado, sobre todo en Semana Santa, cuando llegan a visitarlo entre 10 y 15 mil visitantes por día.
Agradable sitio de recreación, a orillas de la playa, donde el visitante puede disfrutar de descanso y diversión en un marco natural de gran belleza. Cuenta con alberca, servicio de hotel, búngalos, restaurante, vestidores, sanitarios, palapas y estacionamiento.
La playa donde se encuentra ubicado es extensa, con un ancho que varía entre 40 y 70 m. La arena es fina de color gris, su pendiente y oleaje moderados y el agua templada, cristalina, de color azul y con poca profundidad hasta 100 m mar adentro.
Si se desea practicar la pesca deportiva, la empresa Aqua Terra Paradise ofrece estos servicios, así como pesca submarina y cursos de buceo recreativo. Se pueden capturar las siguientes especies: pargo, mojarra, jurel, y ronco entre otras. También se realizan recorridos en Bananas y lanchas rentadas para visitar lugares como El Bellote, Puerto Ceiba, Playa Bruja y la Barra de Tupilco.
Durante las temporadas de vacaciones, se instalan eventos musicales, recreativos y deportivos como fútbol de playa, voleibol de playa, concursos de cuatrimotos, etc.

### Playa Varadero
Es otro de los centros turísticos de playa más visitados del estado. Cuenta con palapas, estacionamiento, restaurantes, sanitarios y otros servicios.
La playa es extensa, lo que permite que en Semana Santa, se instalen diversos eventos musicales, recreativos y deportivos, como fútbol y voleibol de playa.
Es de las playas con mejor ambiente en el estado, sobre todo durante la Semana Santa,  en que hay grupos musicales, espectáculos, deportes acuáticos y concursos. 

### Playa Sol
Es la playa más nueva del municipio, es de arena fina color gris y oleaje tranquilo. Cuenta con restaurante, palapas, estacionamiento, sanitarios y otros servicios complementarios. Es de las más visitadas y de las de mejor ambiente sobre todo durante la Semana Santa, en que hay grupos musicales, espectáculos, deportes acuáticos y concursos. 

### Playa Bruja
Esta playa se une con el río González, la arena es fina y color gris, oleaje suave, el agua es de color azul. Aunque ha sido erosionada por el mar, en la orilla todavía existen cocoteros que albergan enramadas, restaurantes, vestidores y sanitarios. Ubicada a 70 km de la capital del estado.

### Playa Mar, Sol y Arena
Playa de extensa arena fina color gris. De oleaje moderados y de agua templada, cristalina, de color azul y con poca profundidad cerca de barra Chiltepec. Cuenta con restaurante. En los períodos vacacionales es bastante concurrida, principalmente en Semana Santa.

### Barra de Tupilco
Playa muy larga, a mar abierto, de arena fina, color gris. El agua es templada de color azul verde, oleaje moderado y poco profunda hasta 100 m mar adentro. En los períodos vacacionales es bastante concurrida, principalmente en Semana Santa.
También es un importante polo pesquero del municipio, cuenta con un faro de concreto.

### Cerro del Teodomiro
Montículo de tierra que en el pasado sirvió de "atalaya" para vigilar la llegada de barcos piratas a la zona. Desde la cúspide de este montículo se observa en ángulo de 270° una hermosa panorámica formada por la inmensa laguna grande "Las Flores" y la del "Arrastradero" rodeada de un espeso cultivo de coco y tupidos manglares el cerro está ubicado a la orilla de la carretera Paraíso–Barra de Tipilco.

### Isla Rebeca
Isla rodeada de manglares, cuenta con playa de arena fina color gris en la que se puede bañar ya que el oleaje es tranquilo.
Además, existen en el municipio otras playas y balnearios como: Arroyo Verde, Playa Dorada, Paraíso y mar, Nuevo Paraíso y el desarrollo turístico Cangrejopolis.
Por su belleza, este municipio ha sido escenario de la filmación de varias telenovelas que se han transmitido a nivel nacional.

## Comunicaciones

### Carreteras
Al municipio de Paraíso, se puede llegar a través de carreteras y vías marítimas, aunque pronto contará con una vía de ferrocarril.

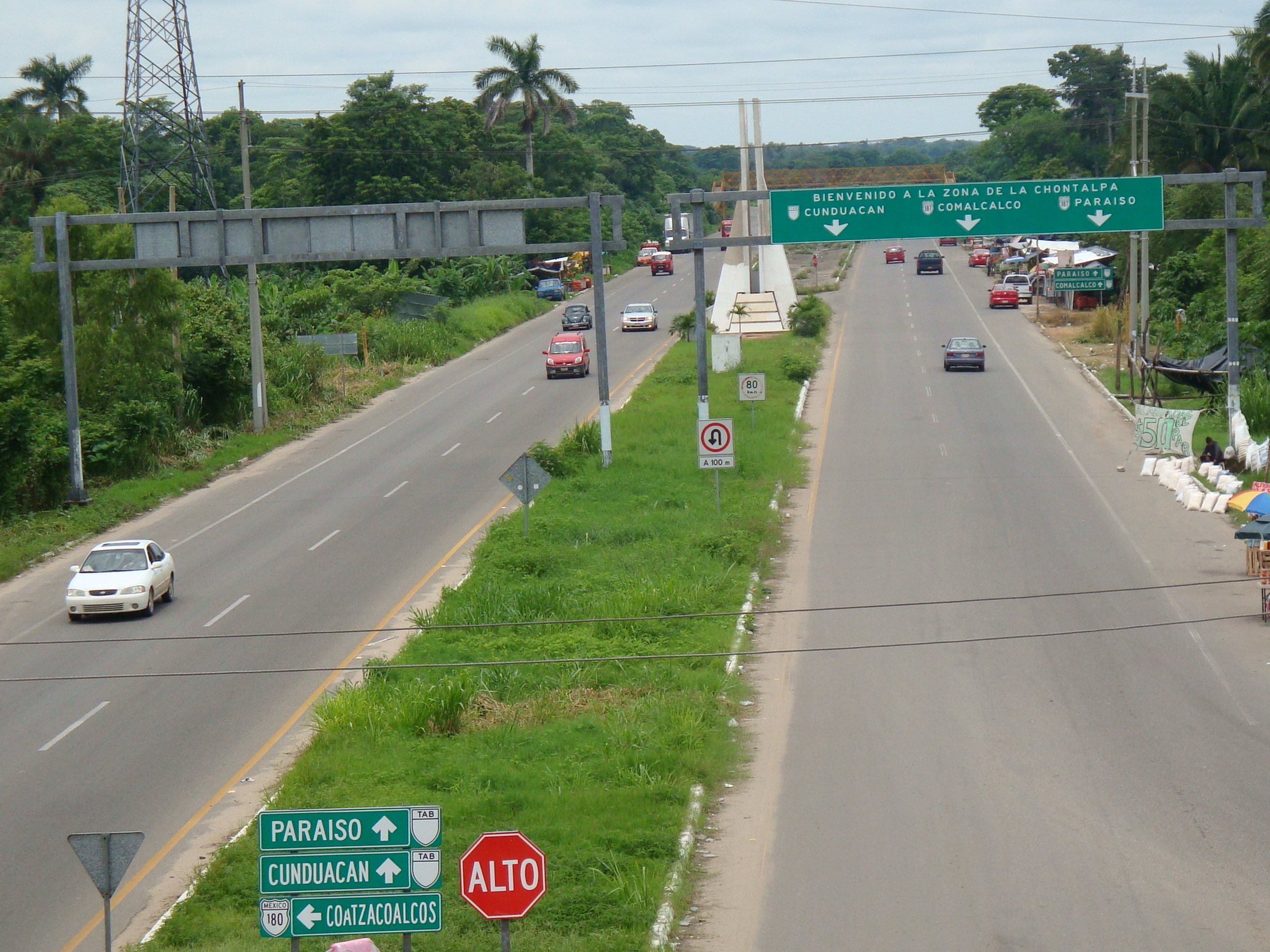
Autopista de 4 carriles La Isla-Puerto Dos Bocas.

Al municipio se puede llegar principalmente por cuatro carreteras:
- Carretera federal N.º 187 Mal Paso-El Bellote. Que comunica a la ciudad de Paraíso con las ciudades de Comalcalco, Heroica Cárdenas y Huimanguillo. Cuenta con un tramo de 28 km de autopista de cuatro carriles de Paraíso a Comalcalco.

- Autopista estatal de cuatro carriles La Isla-Puerto Dos Bocas. Esta moderna autopista, comunica al municipio de Paraíso con las ciudades de Comalcalco, Cunduacán y Villahermosa.

- Carretera estatal Paraíso-Santa Cruz. Esta carretera actualmente se está ampliando. Comunica al municipio con las ciudades de Frontera y Ciudad del Cármen.

- Carretera intercostera. Esta carretera comunica al municipio con la villa de Sánchez Magallanes casi en los límites con el estado de Veracruz.

### Vías marítimas

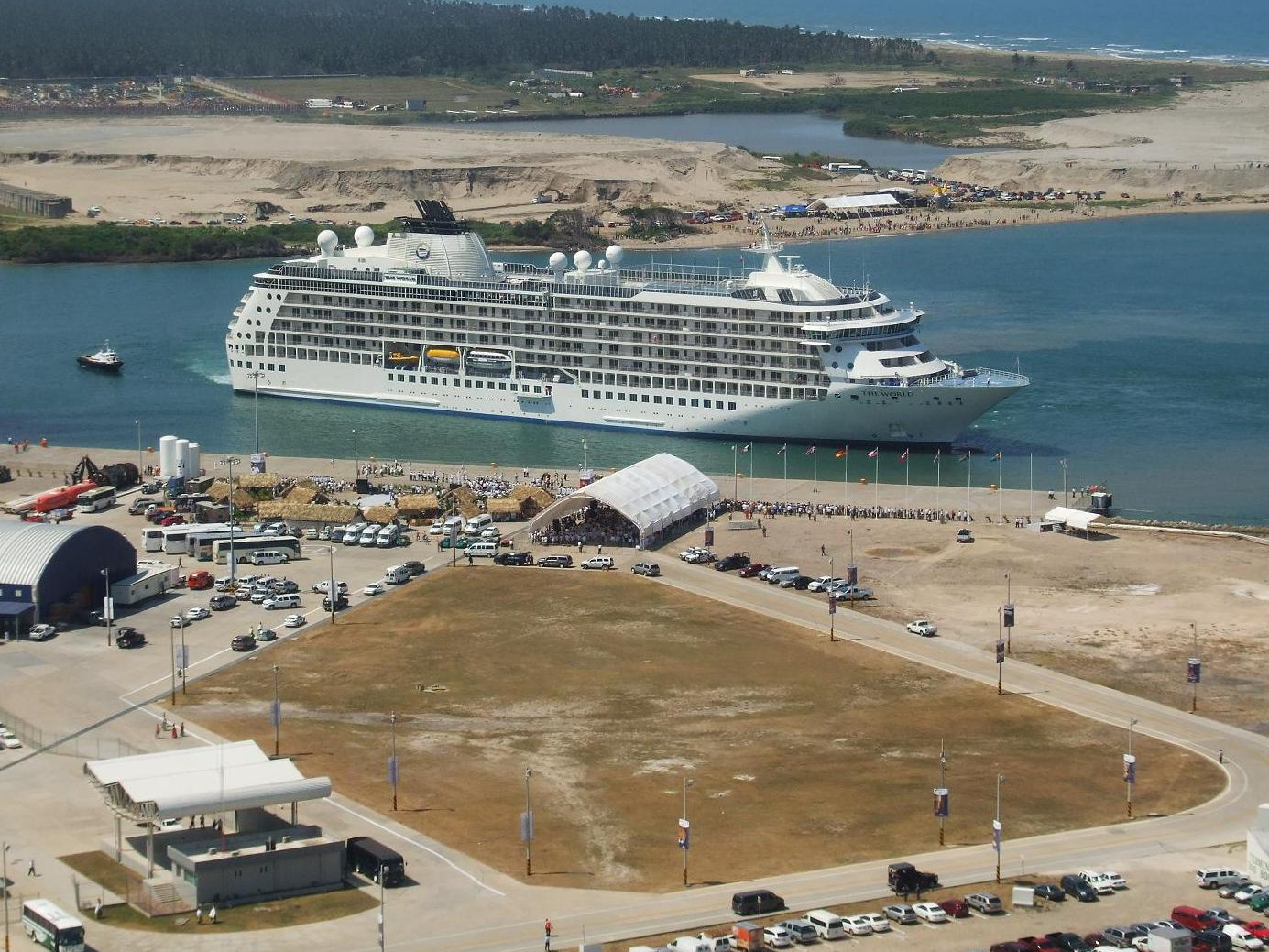
Crucero turístico arribando al puerto de Dos Bocas.

A través del puerto de altura de Dos Bocas, el municipio de Paraíso se encuentra comunicado con el mundo, ya que a este puerto, pueden llegar embarcaciones hasta de 8 m de eslora. En la actualidad, el puerto de Dos Bocas, registra gran actividad portuaria, siendo el puerto petrolero más importante del Golfo de México, ya que por él se exportan gran cantidad del petróleo extraído del litoral de Tabasco y la zonda de Campeche.
Desde su creación, la Administración Portuaria Integral de Dos Bocas se comprometió firmemente con las políticas de preservación del medio ambiente y el cuidado de los recursos naturales desde su ámbito de competencia en coordinación con la comunidad portuaria. 
En el puerto "Dos Bocas" existen visitas guiadas y tienen el objetivo de crear conciencia en la comunidad portuaria, acerca de las actividades que se realizan en el puerto y como impactan en la sociedad a través de la generación de empleo, derrama económica y bienestar social.
También arriban a este puerto, barcos comerciales, que exportan productos agrícolas cultivados en Tabasco y norte de Chiapas.
En el año 2009, arribaron a este puerto los primeros cruceros turísticos, con lo que se inauguró una nueva ruta de acceso y desarrollo para este puerto.

### Vías férreas
Aunque el municipio no cuenta con vías férreas, actualmente existe el proyecto de la construcción del ramal de ferrocarril Villa Chontalpa-Puerto Dos Bocas, con lo que el municipio se verá beneficiado al contar con una nueva ruta de acceso, ya que este ramal, comunicará al puerto de Dos Bocas con el Ferrocarril del Sureste (Coatzacoalcos-Mérida) y con la red ferroviaria del país.